# Hradsko (hradiště)
Hradsko je opevněné sídliště z mladší a pozdní doby bronzové a také raně středověké slovanské hradiště nacházející se na náhorní plošině nad údolím řeky Pšovky nedaleko stejnojmenné vesnice, části města Mšeno v okrese Mělník. Okraje náhorní plošiny spadají strmými pískovcovými stěnami do Kokořínského a Kaninského dolu. Náhorní plošinu dnes tvoří zemědělská půda, zatímco svahy hradiště pokrývají lesy přírodní rezervace Kokořínský Důl.
Archeologické nálezy štípané kamenné industrie, hlavně pazourky z čediče a křemene dokazují, že první osídlení hradiště proběhlo v době kamenné, v mladším paleolitu před 25 tisíci lety. Hradiště bylo osídleno i v době bronzové až laténské. Nálezy střepů keramiky a jamek po kůlech stavení dokazují přítomnost únětické kultury v letech 1600 až 500 př. n. l. Nález náramku z modrého kobaltového skla s žebováním na zdejším hradišti dokládá také přítomnost Keltů ve 2. a 1. století př. n. l.
Kolem 7. století se na hradišti usadili Slované. Skutečné opevněné hradiště zde bylo postaveno až v 8. století a bylo rozšířeno v 9. století. Patrně slovanský kmen Pšovanů zde již v 8. století vybudoval kamenné opevnění, pohanské žertviště a hrazený velmožský dvorec. V následujícím staletí se hlavním sídlem Pšovanů stal nedaleký Mělník, tyčící se na pískovcové skále nad soutokem Labe a Vltavy.
Hradby hradského hradiště z počátku dosahovaly šíře 7 metrů, postupem byly rozšiřovány až na 14 metrů. Jejich zbytky v podobě valu procházely obcí Hradsko. Tyto valy byly v 1. polovině 19. století rozvezeny. Vnitřní zástavba v 9. století tvořila dvorec na nejvyšším místě náhorní plošiny. V 11. století byly provedeny změny v podobě vnitřního valu a zmenšení opevněné plochy. K zástavbě mladší fáze hradiště zřejmě patřil i kostel sv. Jiří stojící v místech dnešního několikrát přestavěného kostela. Strážní význam hradiště přetrval až do počátku 13. století.
Nejstarší fáze slovanského hradiště z počátku 9. století je ztotožňována s hradištěm Canburg, který je zmiňován ve franských kronikách Chronicon Moissacense a Annales Mettenses priores v souvislosti z tažením franských vojsk Karla Velikého do Čech v roce 805, kdy se Frankové pokoušeli na území Čech prosadit křesťanství. Území kolem sídliště vyplenili, ale samotné hradiště Canburg se jim dobýt nepodařilo.